# 开封市人民体育场
开封市人民体育场是一座位于中华人民共和国河南省开封市的体育场，因曾在此举办第十六届华北运动会而又俗称华北体育场。

## 历史
开封市人民体育场原称河南省公共体育场，于1931年为迎接第十六届华北运动会而兴建，并于次年9月落成。体育场位于龙亭公园北侧，原满洲城的西隅，占地89,100平方米。内分东西两场，东场为400米篮曲式跑道和200米直跑道，西场为球类场，东西两场之间设有两面看台，两面看台中部建有司令台，为设琉璃绿瓦飞檐顶盖的亭台式建筑，司令台下为东西两场的交流甬道。东场的东、南两边和西场的西、北两边设有看台，看台共有八级，所有看台总共可容纳25,000人。整个体育场以围墙环绕，南侧围墙正中为大门，设有门楼。大门内20米处为两层的办公大楼。体育场原计划建筑费20万元，但因“九一八事变”爆发而减少至12万元，故只有第一期建筑落成，第二期计划的游泳池和室内球室等则并未实施。1932年10月10日至13日，第十六届华北运动会在此举行，有来自河北、陕西、山东、河南及北平等10省4市的共708名运动员参加比赛。
抗日战争及第二次国共内战期间，体育场损毁严重，办公大楼亦于1948年开封战役期间毁于炮火。中华人民共和国成立后，河南省人民政府对体育场进行修整，并更名为河南省人民体育场。1954年，河南省省会由开封迁往郑州，同年12月，体育场移交开封市管理，并更名为开封市人民体育场。
为迎接在开封举行的第一届全国青少年运动会排球决赛，于1984年初在体育场西侧开始修建开封体育馆，并于1985年9月落成。体育馆总占地面积22,000平方米，主体建筑面积5,408平方米，东西两面为看台，设3,000个座位，南北两面为电子计时记分设备。
体育场旧址于2008年4月8日被列为开封市文物保护单位。

## 现有设施
- 南大门：为1932年落成时的大门，基本保留了原有的历史风貌。该门为四柱三券砖混结构门楼，券门上有砖砌主楼和次楼，主券门上主楼高约8米，门额灰塑题额书“开封市人民体育场”八个大字。
- 体育场
- 开封体育馆
- 游泳训练馆

## 举行过的重大比赛
- 第十六届华北运动会
- 第一届全国青少年运动会排球决赛